# پتره مشونیرادزه
پتره مشونیرادزه (گرجی: პეტრე მშვენიერაძე؛ ۲۴ مارس ۱۹۲۹ – ۳ ژوئن ۲۰۰۳) بازیکن واترپلو اهل گرجستان بود.